# Trung Hiếu (xã)
Trung Hiếu là một xã cũ thuộc huyện Vũng Liêm, tỉnh Vĩnh Long, Việt Nam.

## Hành chính
Xã Trung Hiếu được chia thành 9 ấp: An Điền I, An Điền II, An Lạc Đông, An Lạc Tây, An Thành Đông, An Thành Tây, Bình Thành, Bình Trung, Trung Điền.